# Fuga (novella)
Fuga  è una novella di Luigi Pirandello.

## Trama
Protagonista della novella di Pirandello è il signor Bareggi, un impiegato piccolo borghese, di cinquantadue anni, malato di nefrite. Più ancora della malattia fisica, però, l'uomo è infastidito dalle angosciose premure della moglie e delle due figliuole che credono di fargli cosa gradita con i loro "sei occhi ammammolati dalla pietà" e con le loro "sei mani così pronte a soccorrerlo", ignare che tali attenzioni provocano solo la sua irritazione. Diretta conseguenza di ciò è il progressivo isolamento di Bareggi, che via via va allontanandosi dalle tre donne con le quali non sussiste alcun tipo di comunicazione. La medesima povertà comunicativa vissuta in famiglia si ripete poi identica in ufficio, dove l'impiegato sfoga il suo malessere fisico e mentale in ripetitivi gesti autolesionistici.
Minato fisicamente dalla malattia e psicologicamente dall'assenza di rapporti interpersonali, Bareggi da tempo cova il desiderio di abbandonare tutto e andar via per sempre. Così una sera, tornando come di consueto a piedi dall'ufficio e trovando incustodito sul ciglio della strada il carretto del lattaio, spinto da quella smania di fuggir via, vi sale sopra, lasciandosi poi trascinare in una corsa frenetica attraverso i campi oltre il Nomentano, che al tempo segnava il confine tra la caotica città e la tranquilla campagna.
In fuga dall'asfissiante realtà cittadina Bareggi finirà, però, per essere sbalzato fuori dal cavallo imbizzarrito, con il quale peraltro tende a identificarsi nella ricerca dell'abbandono ad un'impulsività animalesca, più genuina e autentica, in quanto estranea alla logica comune a cui l'essere umano è sottomesso. Il suo gesto di ribellione viene così a costargli la vita, una vita considerata ormai priva di valore, poiché coincidente con una "non-vita".

## Interpretazione
La fuga nella natura rappresenta l'unica alternativa a una società opprimente in cui non è possibile vivere veramente. Il signor Bareggi è, in definitiva, il prototipo di tutti i piccoli borghesi che affollano le novelle pirandelliane, in cui è possibile leggervi anche il riflesso della delusione post-risorgimentale vissuta dalla piccola e media borghesia, in quegli anni declassata ed emarginata.

## Edizioni
- Luigi Pirandello, Novelle per un anno, Prefazione di Corrado Alvaro, Mondadori 1956-1987, 2 volumi. 0001690-7
- Luigi Pirandello, Novelle per un anno, a cura di Mario Costanzo, Prefazione di Giovanni Macchia, I Meridiani, 2 volumi, Arnoldo Mondadori, Milano 1987 EAN: 9788804211921
- Luigi Pirandello, Tutte le novelle, a cura di Lucio Lugnani, Classici Moderni BUR, Milano 2007, 3 volumi.
- Luigi Pirandello, Novelle per un anno, a cura di S. Campailla, Newton Compton, Grandi tascabili economici.I mammut, Roma 2011 Isbn 9788854136601
- Luigi Pirandello, Novelle per un anno, a cura di Pietro Gibellini, Giunti, Firenze 1994, voll. 3.